# 브라이언 퓨리
브라이언 퓨리(ブライアン・フューリー, Bryan Fury)는 철권 시리즈의 캐릭터이다. 이미 사망한 사람이다. 철권 3부터 등장한다. 격투 스타일은 킥복싱이다.

## 상세
원래 국제경찰 소속으로 레이 우롱의 동료 형사였다. 하지만 늘 레이 우롱에게 수사 실적이 밀려 항상 이에 대해 열등감을 갖게 되었다. 브라이언 퓨리는 단 한 번이라도 레이 우롱을 능가하고 싶어서 무리하게 범죄단체 조직원들을 체포하러 갔다가 총격전을 벌여 작전 중 사망했다.
브라이언 퓨리의 시신은 아벨 박사가 훔쳐서 자신의 연구실에 보관하고 제페토 보스코노비치의 연구소에 요시미츠를 시켜서 침투하게 한 다음 보스코노비치 박사가 개발한 영구기관을 훔쳐오게 했다. 요시미츠가 영구기관을 훔쳐오자 아벨 박사는 그 영구기관을 브라이언 퓨리의 시신에 장착하여 영구기관으로 브라이언 퓨리를 다시 움직이게 했다. 하지만 브라이언 퓨리가 되살아나자 다짜고짜 요시미츠를 공격했다.
이런 탓에 브라이언 퓨리는 자신이 스스로 레이 우롱을 불구대천으로 여기고 있다.

## 캐릭터 정보
- 국적 : 미국

## 성우
- 데이비드 쇼플리(David Schaufele) - 철권 4 ~ 철권 8
- 세키 토모카즈 - 스트리트 파이터 X 철권 일본어 음성
- 키스 실버스틴 - 스트리트 파이터 X 철권 영어 음성

## 같이 보기
- 철권 시리즈